# Mefenacet
Mefenacet ist ein Pflanzenschutzwirkstoff aus der Gruppe der Herbizide, der zur Bekämpfung von Unkräutern eingesetzt wird.

## Geschichte
Mefenacet wurde 1987 erstmals in Japan auf den Markt gebracht.

## Verwendung
Der Wirkstoff Mefenacet wird hauptsächlich bei der Unkrautbekämpfung in Reisfeldern eingesetzt. Darüber hinaus wird es zur Bekämpfung von Gräsern und Unkräutern (darunter Zypergräser und Hühnerhirse) bei Weizen, Mais und Bohnen eingesetzt.

## Synthese
Die Synthese von Mefenacet geht von 2-Mercaptobenzothiazol aus und ist in der folgenden Reaktionssequenz beschrieben:

## Handelsname
Ein Pflanzenschutzmittel mit dem Wirkstoff Mefenacet wird unter den Handelsnamen Hinochloa und Rancho vermarktet.

## Zulassung
In den Staaten der EU und in der Schweiz sind Pflanzenschutzmittel mit dem Wirkstoff Mefenacet nicht mehr zugelassen.
Dagegen ist Mefenacet in Ägypten, Japan, Korea, Vietnam und Taiwan für die landwirtschaftliche Verwendung zugelassen.